# Ischionodonta iridipennis
Espèce
Synonymes
- Chrysoprasis iridipennis Chevrolat, 1859

Ischionodonta iridipennis est une espèce de coléoptères de la famille des Cerambycidae. Elle est décrite par Chevrolat en 1859.

## Systématique
L'espèce Ischionodonta iridipennis a été décrite pour la première fois en 1859 par l'entomologiste français Auguste Chevrolat (1799-1884) sous le protonyme de Chrysoprasis iridipennis.

## Publication originale
- A. Chevrolat, « Description de cinq espèces nouvelles de Coléoptères longicornes », Revue et magasin de zoologie pure et appliquée, Paris, Inconnu, vol. 11,‎ janvier 1859, p. 26-29 (ISSN 1259-6523 et 2540-5020, BNF 32859507, lire en ligne).